# Klaus Zerta
Klaus Zerta (ur. 25 listopada 1946 w Gelsenkirchen) – niemiecki wioślarz (sternik) reprezentujący RFN, mistrz olimpijski.

## Kariera
Wystąpił na igrzyskach olimpijskich w Rzymie w 1960, gdzie Wspólna Reprezentacja Niemiec w składzie: Bernhard Knubel, Heinz Renneberg i Klaus Zerta (sternik) wywalczyła złoty medal w dwójkach ze sternikiem. W finale o 1,03 sekundy wyprzedzili osadę ZSRR i o 5,44 sekundy osadę USA. Był to jego jedyny start olimpijski.
Dzięki medalowi z Rzymu, zdobytemu w wieku 13 lat i 283 dni, został najmłodszym w historii niemieckim mistrzem olimpijskim. Odznaczony Srebrnym Liściem Laurowym. Pracował jako trener tenisa. Z zawodu był inspektorem nadzoru budowlanego.